# Каракашьян Наполеон Карлович
Наполеон Карлович Каракашьян (1919, Слов'янськ — 25 квітня 1967, Київ) — баскетбольний тренер і лікар, Заслужений тренер УРСР і СРСР.

## Біографія
Народився у серпні 1919 року в місті Слов'янську у вірменській родині, яка ще задовго до Жовтневого перевороту 1917 року переселилася в Україні. У 1937 році вступив до Київського медичного інституту.
Німецько-радянську війну зустрів студентом-третьокурсником. Каракашьян став учасником київського підпілля. У вересні — жовтні 1941 року столичне підпілля переправило його до Одеси. Там, в приморських катакомбах, був створений партизанський загін імені Сталіна, в якому став працювати лікарем 22-річний Наполеон. Його часто посилали в місто як зв'язкового.
У квітні 1945 року партизанський загін, як бойова одиниця, був розформований. А вже у вересні, всього через чотири місяці після Перемоги, Каракашьян у складі збірної Одеської області з баскетболу виступав на Спартакіаді УРСР, посівши з командою 1-ше місце. Відтоді і йде відлік особистих спортивних досягнень Наполеона Карловича. Він став першим українським баскетболістом, якому було присвоєно звання майстра спорту СРСР. У 1951 році закінчив Київський медичний інститут.
У 1945 році Наполеон Карлович стає граючим тренером баскетбольної команди ОБО (окружний Будинок офіцерів). Хоча офіційний запис у його трудовій книжці про посаду тренера СКА з'явиться лише в 1964 році. 19 років Каракашьян працював з армійцями на добровільних засадах, не отримуючи навіть тренерської зарплати (одночасно він виконував обов'язки доктора і масажиста команди з мізерною ставкою). При цьому Каракашьян ходив по кабінетах, добиваючись квартир для гравців, невпинно просив генералів, що опікали команду, про забезпечення баскетболістів продуктами, спортивним одягом. Лише за наполяганням командування Київського військового округу, яке з плином часу довідалося про відсутність у Каракашьяна окремого житла, тренер нарешті отримав двокімнатну «хрущовку».
Під його керівництвом команда київського СКА вийшла у вищу лігу. Ним було виховане чимало талановитих майстрів баскетболу. Каракашьян був тренером збірної команди КВО, збірних команд Збройних сил України і СРСР. Входив до керівництва збірних команд УРСР під час відповідальних змагань в Австрії, Чехословаччини, НДР, Польщі, Болгарії і зробив вагомий внесок у досягнення нашими спортсменами ряду видатних перемог.

Могила Наполеона Каракашьяна

25 квітня 1967 року рейсовий автобус, у якому Наполеон Карлович їхав з лівого берега, від Ленінградської площі через міст Патона в центр на гру з одеситами, звалився з мосту в Дніпро, забравши з собою життя 27 осіб. Як встановило слідство: автобус під час обгону зачепив трамвай, при цьому автобус перетнув міст поперек, пробив поручні мосту та впав у річку Дніпро. Похований на Байковому кладовищі.